# Ñito
Cipriano Antonio González Rivero, más conocido como Ñito (San Andrés, Santa Cruz de Tenerife, 16 de septiembre de 1939-Santa Cruz de Tenerife, 8 de abril de 2021), fue un futbolista español, que jugó en la posición de portero.

## Trayectoria
Ñito se formó en el equipo de su localidad natal, el Club Deportivo San Andrés. De la mano de Heriberto Herrera fichó por el Club Deportivo Tenerife en la temporada 1960/61, campaña en la que los blanquiazules lograron por primera vez en su historia el ascenso a Primera División, siendo Cipriano el guardameta titular la mayor parte del campeonato.
Debutó en la máxima categoría del fútbol español el 3 de septiembre de 1961 en un partido contra la Real Sociedad de Fútbol, encuentro correspondiente a la primera jornada de la 1961/62 en el que los insulares vencieron por cuatro goles a uno. Sin embargo el representativo tinerfeño no realizó una buena campaña y regresó a Segunda División al finalizar en última posición. 
Nito dejó el club tras la temporada 1962/63 para recalar en el Valencia Club de Fútbol volviendo así a la élite del fútbol nacional. En el conjunto ché permaneció tres temporadas pero jugó solamente veintiún encuentros, puesto que el portero titular era Ricardo Zamora de Grassa, hijo del mítico Ricardo Zamora.
En 1966 fichó por el Granada Club de Fútbol, club recién ascendido a Primera División en el que disfrutaría de más minutos. En su primera temporada no pudo evitar que el conjunto rojiblanco descendiera al finalizar antepenúltimo en la tabla. Sin embargo Ñito no abandonó la entidad y en la siguiente campaña, con el equipo militando en Segunda División, logró ser el portero menos goleado en categoría nacional. El Granada ascendió y nuevamente en la primera categoría Cipriano continuó realizando buenas actuaciones, convirtiéndose en un ídolo para la afición. A mediados de la temporada 1971/72 perdería la condición de titular indiscutible y poco a poco Francisco Javier Izcoa Buruaga se haría con la portería granadina. 
A mediados de la temporada 1973/74, y tras no haber disputado un partido de liga en ese ejercicio, fue cedido al Linares Club de Fútbol que ocupaba la posición de colista en Segunda División. En el equipo azulillo disputaría solamente dos encuentros y al finalizar la temporada ficha por el Real Murcia donde se retiró tras jugar trece partidos en Primera División.
Tras colgar las botas prestó servicios técnicos al CD Tenerife, llegando a dirigir al equipo en Segunda División durante cuatro jornadas en la temporada 1976/77.

## Clubes
| Club                       | País   | Año          |
| -------------------------- | ------ | ------------ |
| Club Deportivo San Andrés  | España | ¿? a 1959/60 |
| Club Deportivo Tenerife    | España | 1960-1963    |
| Valencia Club de Fútbol    | España | 1963-1966    |
| Granada Club de Fútbol     | España | 1966-1974    |
| Linares Club de Fútbol     | España | 1973/74      |
| Real Murcia Club de Fútbol | España | 1974/75      |